# 寺田町 (八王子市)
寺田町（てらだまち）は、東京都八王子市の地名。丁番を持たない単独町名であり、住居表示未実施区域。郵便番号は193-0943（八王子南郵便局管区）。

## 地理
八王子市南西部、旧横山村の一区域。湯殿川の支流である寺田川沿いには旧来の集落がある。地区内は旧住宅・都市整備公団が開発した団地「グリーンヒル寺田」が整備されており、風景は大きく変化している。西・南は町田市相原町、東は大船町、北は椚田町・館町と接する。

### 地価
住宅地の地価は、2014年（平成26年）1月1日の公示地価によれば、寺田町259番5の地点で11万4000円/m2となっている。

## 歴史

### 沿革
- 1889年（明治22年）4月1日 - 町村制施行により、神奈川県南多摩郡の散田村、下長房村、下椚田村、館村、寺田村、大船村が合併し、横山村が成立する。寺田村は横山村大字寺田となる。
- 1955年（昭和30年）4月1日 - 横山村が八王子市に編入され、横山村大字寺田は八王子市大字寺田となる。
- 1956年（昭和31年）10月1日 - 町名変更により八王子市大字寺田は八王子市寺田町となる。
- 1980年（昭和55年） - グリーンヒル寺田団地が入居開始。
- 2004年（平成16年） - 寺田小学校・稲荷山小学校が緑が丘小学校に統合。

## 世帯数と人口
2017年（平成29年）12月31日現在の世帯数と人口は以下の通りである。人口は1992年（平成４年）の7,967人をピークに、20%以上減少している。
| 町丁   | 世帯数    | 人口    |
| ------ | --------- | ------- |
| 寺田町 | 2,873世帯 | 6,294人 |

## 小・中学校の学区
市立小・中学校に通う場合、学区は以下の通りとなる。
| 番地                       | 小学校                   | 中学校               |
| -------------------------- | ------------------------ | -------------------- |
| 869番地3〜12 869番地21〜42 | 八王子市立横山第一小学校 | 八王子市立館中学校   |
| 1〜16番地                  | 八王子市立横山第一小学校 | 八王子市立椚田中学校 |
| その他                     | 八王子市立緑が丘小学校   | 八王子市立椚田中学校 |

## 交通

### 鉄道
地内に鉄道は通過していない。

### 路線バス
- 京王電鉄バス
  - 八王子駅南口・西八王子駅南口・めじろ台駅〜椚田〜グリーンヒル寺田・法政大学
- 京王バス
  - 八王子駅南口～山田駅～中寺田～法政大学
  - 八王子みなみ野駅 - 宇津貫公園 - 下大船 - 下寺田 - グリーンヒル寺田
  - 高尾駅南口 - 狭間駅 - 東京高専前 - 椚田 - グリーンヒル寺田
  - 寺田東 - グリーンヒル寺田 - ゆりのき台 - 明神橋 - 上館 - 医療センター

### 道路
- めじろ台グリーンヒル通り（八王子市都市計画道路3・4・59めじろ台寺田線）：片側2車線の高規格道路で、法政大学多摩キャンパスへ連絡している。
- 国道20号八王子南バイパス：寺田地内北部を通過する計画。2015年3月に大船寺田地区の約0.3kmが暫定2車線で開通。
- 東京都道506号八王子城山線：寺田地内北東部を通過する。大船町を経て、南は町田街道（東京都道47号八王子町田線）方面へ連絡している。

## 施設
- 八王子市立緑が丘小学校
- 高尾警察署寺田団地駐在所
- 八王子グリーンヒル寺田郵便局
- 東京秋田霊園
- グリーンヒル寺田住宅
- グリーンヒル幼稚園
- 白百合寺田保育園
- 京王バス高尾営業所